# Ain't Life Grand (Slash's Snakepit)
Ain't Life Grand è il secondo album degli Slash's Snakepit, pubblicato nel 2000. La versione giapponese di questo album contiene due bonus track: Rusted Heroes (#13, 4:51) e Something About Your Love (#14, 2:53)

## Tracce
1. "Been There Lately" (Slash/Griparic/Jackson/Laug/Roxie/Douglas) – 4:27
2. "Just Like Anything" (Slash/Griparic/Jackson/Laug/Roxie) – 4:23
3. "Shine" (Slash/Griparic/Jackson/Laug/Roxie) – 5:20
4. "Mean Bone" (Slash/Griparic/Jackson/Laug/Roxie/Douglas) – 4:40
5. "Back to the Moment" (Slash/Griparic/Jackson/Laug/Roxie/Paris) – 5:33
6. "Life's Sweet Drug" (Slash/Griparic/Jackson/Laug/Roxie) – 3:53
7. "Serial Killer" (Slash/Griparic/Jackson/Laug/Roxie/Douglas) – 6:18
8. "The Truth" (Slash/Griparic/Jackson/Laug/Roxie/Douglas) – 5:17
9. "Landslide" (Slash/Griparic/Jackson/Laug/Roxie/Douglas) – 5:29
10. "Ain't Life Grand" (Slash/Griparic/Jackson/Laug/Roxie) – 4:53
11. "Speed Parade" (Slash/Griparic/Jackson/Laug/Roxie) – 3:52
12. "The Alien" (Slash/Griparic/Jackson/Laug/Roxie/Douglas) – 4:26

## Formazione
- Rod Jackson - voce
- Slash - chitarra solista
- Ryan Roxie - chitarra ritmica, cori
- Johnny Griparic - basso
- Matt Laug - batteria

### Altri musicisti
- Teddy Andreadis - tastiere, cori
- Collin Douglas - percussioni
- Jimmy Zavala - sassofono, armonica a bocca
- Lee Thornburg - tromba
- Jeff Paris - cori
- Karen Lawrence - cori
- Kelly Hansen - cori
- Kim Nail - cori
- Raya Beam - voce in Mean Bone